# 丹生川 (和歌山県北部)
丹生川（にゅうがわ）は、和歌山県伊都郡高野町・橋本市・伊都郡九度山町を流れる紀の川水系の一級河川。同じ紀の川水系で奈良県にも同名の支流が存在するので、区別するために紀伊丹生川（奈良県のものを大和丹生川）と呼ぶこともある。

## 地理
伊都郡高野町富貴を源流とし、九度山町で紀の川に合流する。高野山町石道玉川峡県立自然公園の一部となる区間もある。特に上流の橋本市域は奇岩怪岩が多く、玉川峡と呼ばれる名勝。

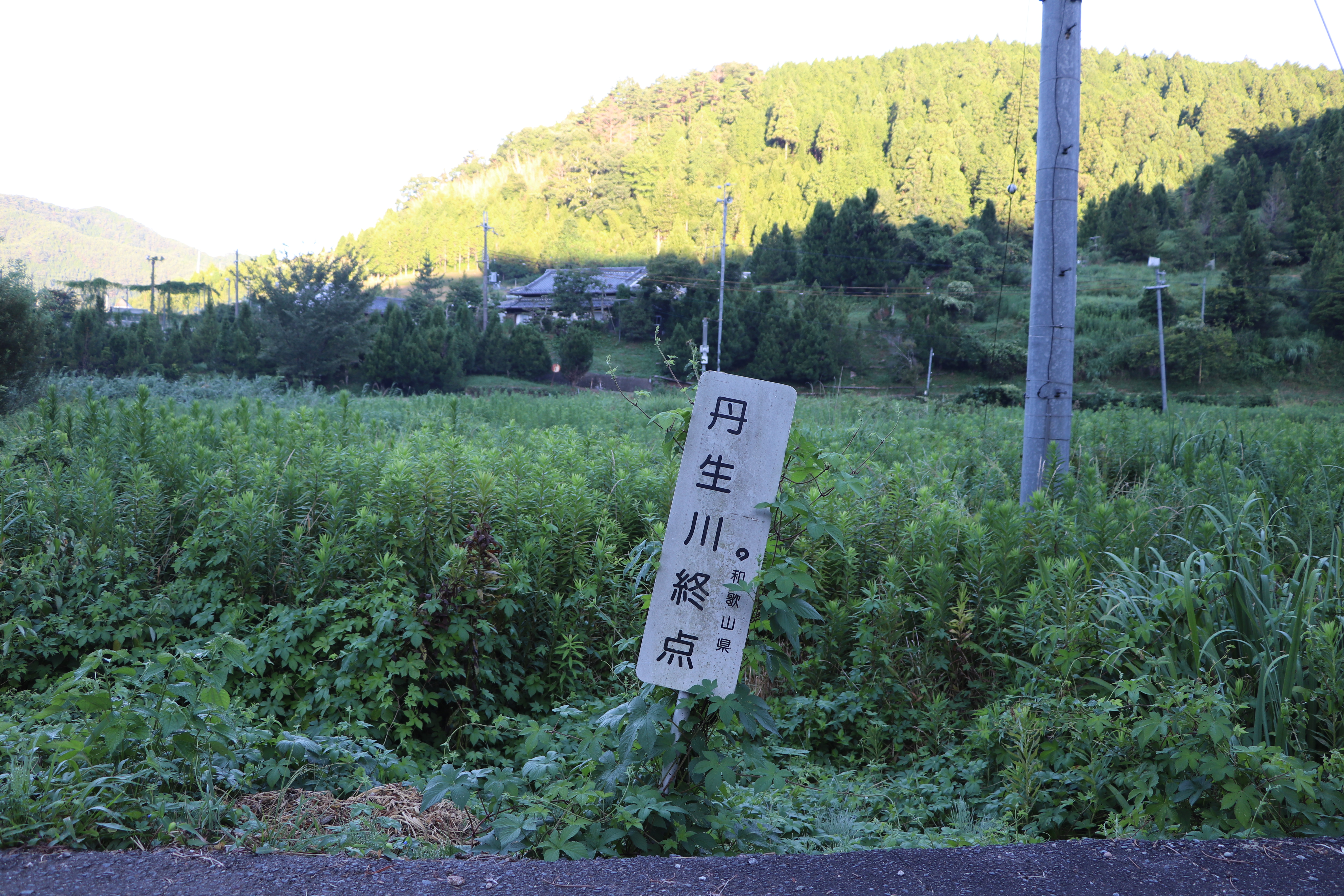
丹生川終点

南海高野線の丹生川橋梁は近代化産業遺産に認定されている。

### 流域の自治体
和歌山県伊都郡高野町、橋本市、伊都郡九度山町

### 主な橋梁
- 市平橋（黒河道）
- 御陵橋
- 大柳橋
- 塩之瀬橋
- 千石橋（京大坂道）
- 赤瀬橋（紀の川フルーツライン）
- 九度山橋
- 丹生川橋梁（南海高野線）

### 隣接の道路・鉄道
- 国道371号
- 和歌山県道102号宿九度山線
- 和歌山県道118号高野橋本線
- 紀の川フルーツライン
- 国道370号
- 和歌山県道13号和歌山橋本線
- 黒河道（市平地区で横断）
- 京大坂道（河根地区で横断）
- 南海高野線